# Kisogebergte

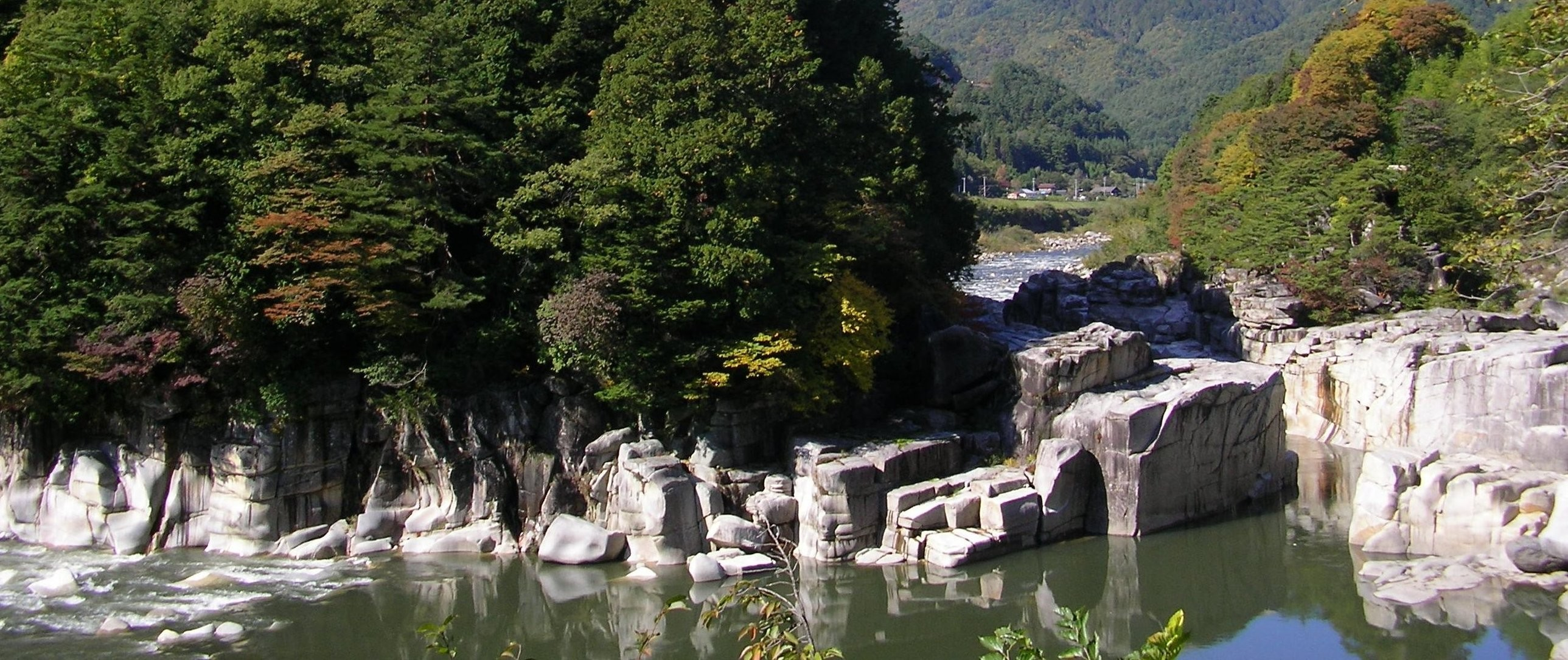
Nezame-no-toko, Kiso-rivier

Het Kisogebergte (木曽山脈, Kiso-sanmyaku), ook wel de Centrale Alpen (中央アルプス, Chūō Arupusu) genoemd, is een bergketen in Japan. De bergketen ligt in de Japanse prefecturen Nagano en Gifu op het eiland Honshu. Samen met het Akaishigebergte en het Hidagebergte vormt het de Japanse Alpen.

## Belangrijkste bergen
De hoogste berg van het gebied is de Kiso-Komagatake, met een hoogte van 2956 meter boven zeeniveau. Andere hoge bergen zijn:
- Utsugidake (2864 m)
- Minami-Komagatake (2841 m)
- Anbeijisan (2363 m)
- Kyōgatake (2296 m)
- Enasan (2191 m)